# Arhaphe breviata
Arhaphe breviata är en insektsart som beskrevs av Barber 1924. Arhaphe breviata ingår i släktet Arhaphe och familjen Largidae. Inga underarter finns listade i Catalogue of Life.